# Boris Andreïev
Pour les articles homonymes, voir Andreïev.
Cet article concerne un acteur soviétique. Pour le tireur sportif soviétique, voir Boris Andreïev (tir).
Boris Fiodorovitch Andreïev (en russe : Бори́с Фёдорович Андре́ев), né le 9 février 1915 à Saratov et mort le 25 avril 1982  à Moscou, est un acteur soviétique, artiste du peuple de l'URSS, membre du Parti communiste de l'Union soviétique depuis 1948.

## Biographie
Boris Andreïev naît dans la famille d'ouvriers. Ses années d'enfance et de jeunesse passent à Atkarsk dans le gouvernement de Saratov. Après sept ans d'études primaires il commence à travailler à l'usine de fabrication des moissonneuses-batteuses de Saratov dont il intègre également la troupe du théâtre amateur. Sur conseil d'un ami il s'inscrit à l'école d'art dramatique de Saratov. Diplômé en 1937, il commence la carrière d'acteur professionnel au Théâtre Karl Marx de Saratov. Lors de l'une des représentations de son théâtre à Moscou, il se fait remarquer par Ivan Pyriev qui lui donne un rôle dans son film Les Tractoristes sorti en 1939. Pendant le tournage, Andreïev fait connaissance avec Piotr Aleïnikov et Nikolaï Krioutchkov qui resteront ses amis pour la vie. À partir de ce moment, il a troqué la carrière théâtrale pour le travail au cinéma. En tout, Andreïev a joué dans plus de cinquante films, incarnant principalement les personnages du peuple, débonnaires. Il a également prêté sa voix aux personnages des dessins animés.
En 1944, on lui décerne l'ordre de l'Étoile rouge pour son rôle dans le film Deux combattants (1943).
Deux prix Staline lui sont attribués : en 1948, pour avoir incarné Yakov Bourmaka dans le film Le Dit de la terre sibérienne et pour le rôle dans La Chute de Berlin en 1950.
Il est distingué artiste du peuple de la république socialiste fédérative soviétique de Russie en 1950, puis, artiste du peuple de l'URSS en 1962. Il reçoit l'ordre de Lenine en 1967 et l'ordre de la révolution d'Octobre en 1974. Pour le film La Tragédie optimiste au Festival du film de San-Francisco il a reçu le prix du meilleur acteur du second plan.
Son épouse Galina Vassilievna était diplômée de l'Académie russe de musique Gnessine (1925-1984). Leur fils Boris Borisovitch Andreïev (1952-2012) est devenu critique de cinéma, professeur de l'université d'État de la culture et des arts de Moscou.
Son ami Piotr Aleïnikov, lui a dit un jour vouloir être inhumé au cimetière de Novodevitchi. Mais les places y étaient réservées aux artistes du peuple de l'URSS. À la mort d'Aleïnikov en 1965, Andreïev, jouissant d'une grande renommée, a fait la demande d'une faveur spéciale auprès du membre du Comité central du Parti communiste de l'Union soviétique et chef du Comité exécutif du Mossovet, Vladimir Promyslov, qui a autorisé l'inhumation à condition qu'Andreïev cède pour cela la place qui lui avait été réservée. Ainsi, l'artiste repose au cimetière Vagankovo.

## Filmographie partielle
- 1939 : Chtchors (Щорс) d'Alexandre Dovjenko et Ioulia Solntseva : soldat de l'Armée russe
- 1939 : Les Tractoristes (Трактористы) d'Ivan Pyriev
- 1939 : Une grande vie (Большая жизнь) (première partie) de Leonid Loukov
- 1941 : Bogdan Khmelnitski de Igor Savtchenko
- 1941 : Valeri Tchkalov (Валерий Чкалов) de Mikhaïl Kalatozov
- 1942 : Kotovski (Котовский) de Alexandre Feinzimmer : étudiant
- 1943 : Deux combattants (Два бойца) de Leonid Loukov
- 1946 : Une grande vie (Большая жизнь) (deuxième partie) de Leonid Loukov
- 1947 : Le Dit de la terre Sibérienne (Сказание о земле сибирской) d'Ivan Pyriev : Yakov Bourmak
- 1949 : La Chute de Berlin (Падение Берлина) de Mikhaïl Tchiaourelli
- 1949 : Les Cosaques de Kouban (Кубанские казаки) d'Ivan Pyriev
- 1952 : L'Inoubliable 1919 (Незабываемый 1919 год) de Mikhaïl Tchiaoureli : Chibaïev
- 1952 : Maximka (Максимка) de Vladimir Braun : Lutchkine, le matelot
- 1955 : Une grande famille (Большая семья) de Iossif Kheifitz
- 1956 : Ilya Mouromets (Илья́ Му́ромец) d'Alexandre Ptouchko
- 1956 : The Mexican (Meksikanets) de Vladimir Kaplounovski (ru) : Paulino Vera
- 1959 : Thomas Gordéiev (Фома Гордеев) de Marc Donskoï
- 1961 : Récit des années de feu (Повесть пламенных лет) de Ioulia Solntseva
- 1961 : Les Cosaques (Казаки) de Vassili Pronine : Eroshka
- 1963 : La Tragédie optimiste (Оптимистическая трагедия) de Samson Samsonov
- 1971 : L'île au trésor (Остров сокровищ) de Evguéni Friedman : John Silver
- 1975 : Au bout du monde (На край света…) de Rodion Nakhapetov : agent d'escale ferroviaire
- 1982 : Les larmes coulaient (Слёзы капали) de Gueorgui Danielia : père de Fedor